# Reptilicus
Reptilicus er titlen på to film, den danske Reptilicus (1961) instrueret af Poul Bang, og den amerikanske Reptilicus (1962) instrueret af Sidney Pink.
De to film er i mange år fejlagtigt blevet opfattet som én film med to forskellige lydspor[kilde mangler], men en artikel i det amerikanske tidsskrift Video Watchdog har klargjort, at skønt de er optaget sideløbende (som en dansk-amerikansk co-produktion), er der tale om to separate film med mange forskelle, lavet af hver sin instruktør. Den danske version er indspillet på dansk, den amerikanske version er indspillet på engelsk, i den danske version kan uhyret Reptilicus flyve, og i den amerikanske version spyr uhyret grønt slim, og så fremdeles.
Reptilicus er blevet kaldt for en af de værste monsterfilm nogensinde, men har alligevel holdt sig populær som en underholdende, ufrivilligt komisk kultklassiker.

## Handling
En mineingeniør (Bent Mejding) finder, under en olieboring i Lapmarken, den nedfrosne halestump fra en fortidsøgle. Halen bringes til Danmarks Akvarium, hvor den ved et uheld tør op, regenererer og ender med at være en fuldvoksen kæmpeøgle, som får navnet Reptilicus. Bæstet bryder fri og spreder skræk og rædsel i det danske rige. Den danske hær sættes ind under ledelse af en amerikansk general (Carl Ottosen), som til slut lader en bazooka med en specialfremstillet bedøvende væske og konfronterer uhyret på Københavns Rådhusplads.

## Medvirkende
- Carl Ottosen som brigadegeneral Mark Grayson
- Bent Mejding som mineingeniør Svend Alstrup
- Asbjørn Andersen som professor Otto Martens
- Ann Smyrner som Lise Martens
- Mimi Heinrich som Karen Martens
- Bodil Miller som Connie Miller (kun i den danske version)
- Marla Behrens som Connie Miller (kun i den amerikanske version)
- Povl Wöldike som dr. Peter Dalby
- Dirch Passer som Mikkelsen (dansk version) / Peterson (amerikansk version)
- Mogens Brandt som politidirektør Hassing
- Birthe Wilke som sangerinden i Tivoli
- Ole Wisborg som kaptajn Brandt
- Kjeld Petersen som politioverbetjent Olsen
- Alex Suhr som borebisse
- Bent Vejlby som chauffør i jeep
- Knud Hallest som søofficer
- Claus Toksvig som tv-journalisten
- Poul Thomsen
- Hardy Rafn